# Kleiner Roßrück
Der Kleine Roßrück ist ein insgesamt 459 Meter hoher Berg im Pfälzerwald.

## Geographie

### Lage
Der Berg liegt innerhalb der Unteren Frankenweide größtenteils im Westen der Gemarkung der Ortsgemeinde Waldleiningen. Unmittelbar entlang der Nordflanke verläuft die Grenze zur kreisfreien Stadt Kaiserslautern. An seiner Südwestflanke befindet sich der Balkenbrunnen. Das Siedlungsgebiet von Waldleiningen liegt rund drei Kilometer östlich, das des Kaiserslauterer Ortsbezirks Mölschbach anderthalb Kilometer südwestlich; zwei Kilometer südlich liegt der Waldleininger Ortsteil Stüterhof. 
Nordöstlich erstreck sich der rund 450 Meter hohe Harte Kopf, nordwestlich der Brotpfadkopf und südwestlich der Große Roßrück.

### Naturräumliche Zuordnung
1. Großregion 1. Ordnung: Schichtstufenland beiderseits des Oberrheingrabens
2. Großregion 2. Ordnung: Pfälzisch-Saarländisches Schichtstufenland
3. Großregion 3. Ordnung: Pfälzerwald
4. Region 4. Ordnung (Haupteinheit): Mittlerer Pfälzerwald
5. Region 5. Ordnung: Frankenweide

## Kultur
Im Gipfelbereich befindet sich die Pälzer Weltachs.

## Verkehr
Über den Berg verläuft die Bundesstraße 48. Am Nordosthang des Berges wird sie von der Landesstraße 504 gekreuzt. An der Südwestflanke zweigt die Kreisstraße 49 nach Mölschbach ab.

## Wirtschaft
Der Kleine Roßrück gehört zum Verwaltungsbezirk des Forstamtes Kaiserslautern.

## Tourismus
Über den Berg verläuft die Tour 4 des Mountainbikepark Pfälzerwald, die ihren Ausgangspunkt am Bahnhof Hochspeyer nimmt.